# Granica amerykańsko-meksykańska
Granica amerykańsko-meksykańska – granica państwowa pomiędzy USA i Meksykiem, istniejąca od 1821, a w obecnym kształcie od 1853.

## Kształtowanie się granicy

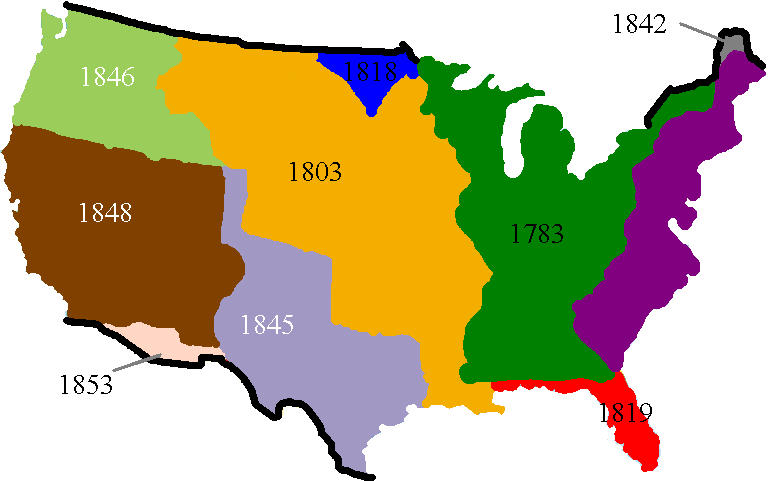
Zmiany terytorium USA

Granica amerykańsko-meksykańska powstała w 1821 roku, gdy ogłoszono niepodległość Meksyku. Na skutek utworzenia (1836), a następnie aneksji (1845) przez USA Republiki Teksasu oraz wojny z Meksykiem (1846–1848), a następnie także transakcji zakupu Gadsdena granica przyjęła obecny kształt.

## Przebieg granicy

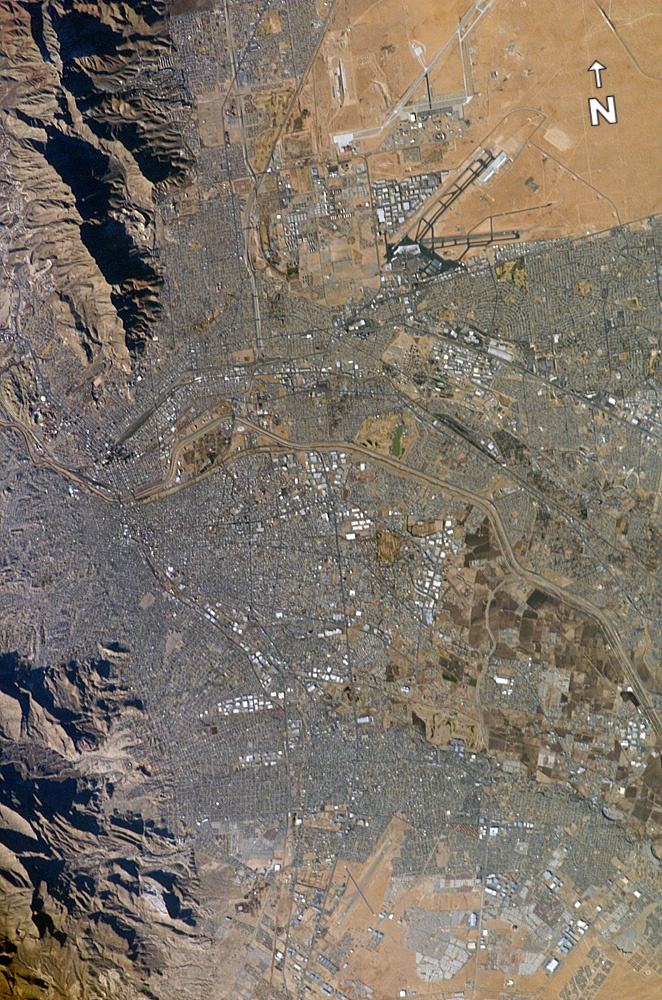
Zdjęcie satelitarne położonych na samej granicy miast El Paso (USA) i Ciudad Juárez (MEX).

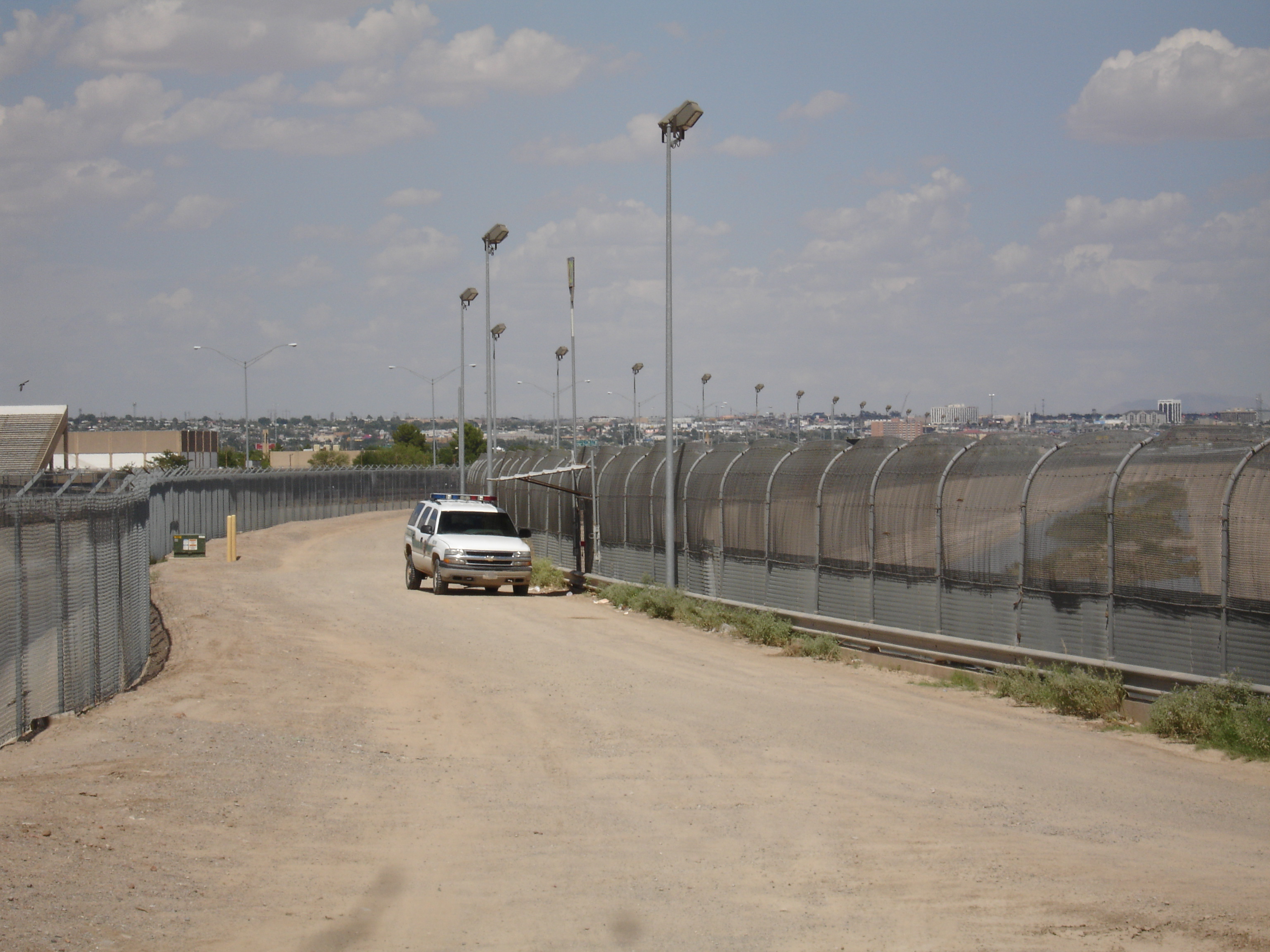
Granica w pobliżu San Diego

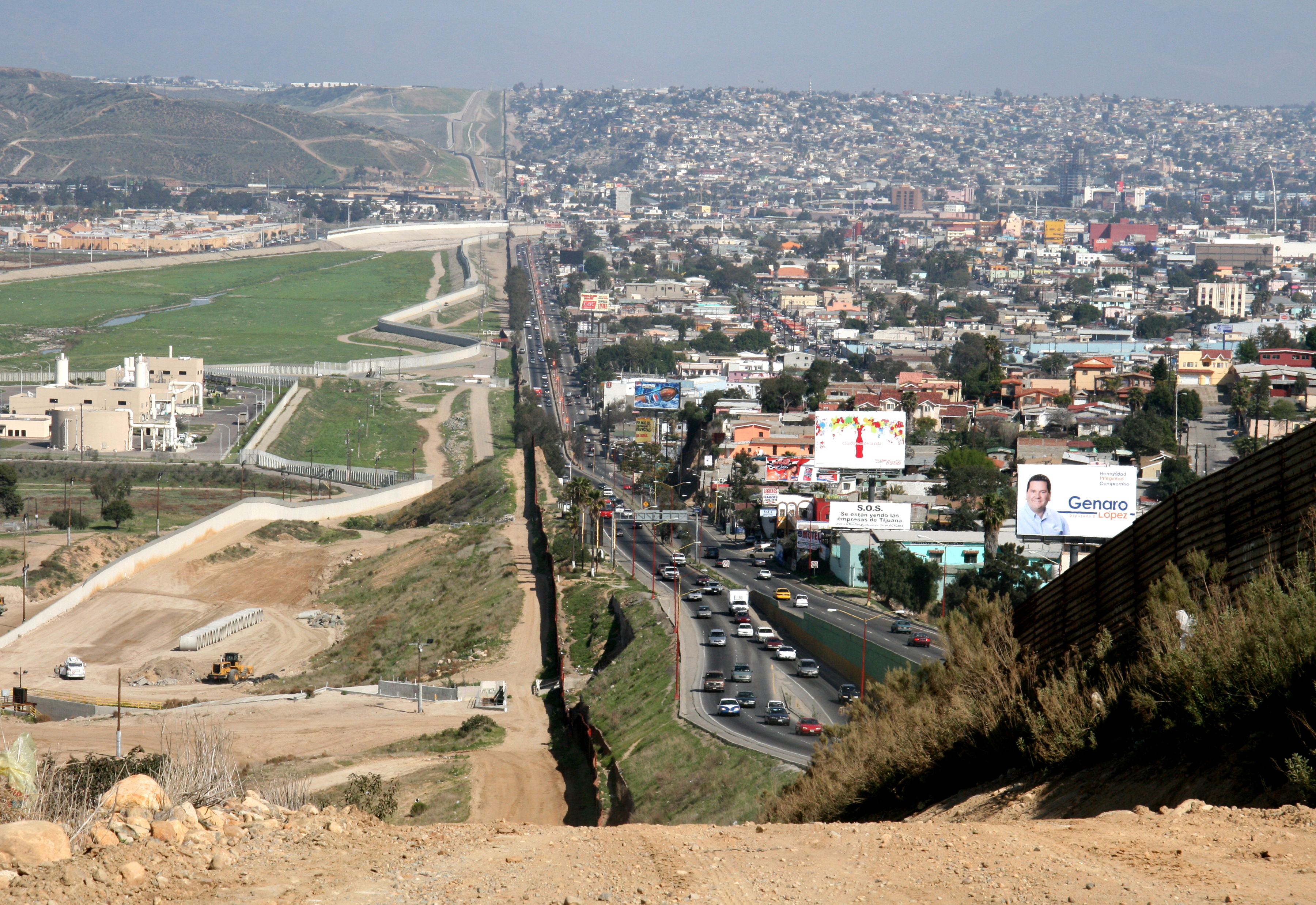
Granica pomiędzy San Diego (←) i Tijuana (→)

Granica zaczyna się na brzegach Pacyfiku (w Playas de Tijuana, dzielnicy Tijuany), przecina Półwysep Kalifornijski, następnie biegnie przez Kordyliery do rzeki Rio Grande i od miasta El Paso/Ciudad Juárez biegnie jej korytem do Zatoki Meksykańskiej.

### Przejścia graniczne
Z zachodu na wschód:
- Kalifornia ↔ Kalifornia Dolna
  - San Diego – Tijuana
  - Cross Border Xpress – Port lotniczy Tijuana (przejście piesze tylko dla pasażerów samolotów)
  - Otay Mesa – Tijuana
  - Tecate – Tecate
  - Calexico – Mexicali
  - Andrade – Los Algodones
- Arizona ↔ Sonora
  - San Luis – San Luis Río Colorado
  - Lukeville – Sonoyta
  - Sasabe – Altar
  - Nogales – Nogales
  - Naco – Naco
  - Douglas – Agua Prieta
- Nowy Meksyk ↔ Chihuahua
  - Antelope Wells – El Berrendo
  - Columbus – Puerto Palomas
  - Santa Teresa – San Jerónimo
- Teksas ↔ Chihuahua
  - El Paso – Ciudad Juárez
  - Fabens – Práxedis G. Guerrero
  - Fort Hancock – El Porvenir
  - Presidio – Ojinaga
- Teksas ↔ Coahuila
  - Big Bend – Boquillas del Carmen (przejście piesze na terenie Parku Narodowego Big Bend)
  - Del Rio – Ciudad Acuña
  - Eagle Pass – Piedras Negras
- Teksas ↔ Nuevo León
  - Laredo – Colombia
- Teksas ↔ Tamaulipas
  - Laredo – Nuevo Laredo
  - Falcon Heights – Nueva Ciudad Guerrero
  - Roma – Ciudad Miguel Alemán
  - Rio Grande City – Ciudad Camargo
  - Los Ebanos – Gustavo Díaz Ordaz
  - Mission – Reynosa
  - Hidalgo – Reynosa
  - Pharr – Reynosa
  - Donna – Río Bravo
  - Progreso – Nuevo Progreso
  - Los Indios – Matamoros
  - Brownsville – Matamoros

## Ochrona granicy przez USA
Granica amerykańsko-meksykańska jest najbardziej umocnioną granicą USA ze względu na masowe próby jej nielegalnego przekroczenia przez imigrantów z Meksyku. Amerykańska straż graniczna, U.S. Border Patrol, stosuje nadzwyczajne zabezpieczenia, jak np. budowanie wysokich murów, instalowanie kamer na podczerwień czy czujników ruchu. Obszar przygraniczny patrolowany jest m.in. przez samochody typu SUV oraz helikoptery. Mimo to, problem nielegalnego przekraczania granic nadal istnieje, a liczne organizacje pozarządowe zwracają uwagę na przypadki łamania praw człowieka przez straż graniczną USA.
Raport organizacji humanitarnej „No More Deaths” przytacza około 13 tysięcy zeznań nielegalnych imigrantów, których prawa mogły zostać naruszone przez urzędników granicznych.